# Misja „sui iuris” Kajmanów
Misja sui iuris Kajmanów (łac.: Mandatum „sui iuris” Insularum Caimanensium, ang.: Mission „sui iuris” of Cayman Island) – rzymskokatolicka jednostka podziału terytorialnego kościoła na Kajmanach obejmująca swoim zasięgiem wszystkie wyspy tego archipelagu. Siedziba prałata znajduje się w George Town.

## Historia
- 14 lipca 2000 r.: utworzenie misji sui iuris na Kajmanach przez papieża Jana Pawła II, z wydzielenia tego archipelagu z archidiecezji Kingston.
- 2003: likwidacja dwóch parafii, pozostaje tylko jedna w stolicy archipelagu.

## Superiorzy
- abp Detroit kard. Adam Maida (od 14 lipca 2000 do 5 stycznia 2009)
- abp Detroit Allen Vigneron (od 5 stycznia 2009)